# The Light in Our Soul
The Light in Our Soul – ballada, będąca drugim singlem z albumu My Number One Eleny Paparizou, zwyciężczyni Konkursu Piosenki Eurowizji 2005. Piosenka została napisana przez Costasa Bigalisa i wybrano ją do greckich preselekcji eurowizyjnych, wraz z "O.K.", "Let's Get Wild" i "My Number One", ale ta ostatnia, decyzją widzów i jury pojechała na Eurowizję. "The Light in Our Soul" zostało zdyskwalifikowane, ponieważ wyjawiono, że wersja demo tego utworu zaśpiewana przez innego artystę wyciekła do internetu i została udostępniona do sprzedaży na stronach typu e-tailer. Paparizou sama oświadczyła w trakcie koncertu w Chicago, że "The Light in Our Soul" wyciekło do internetu, dlatego zostało zdyskwalifikowane z eurowizyjnych preselekcji. Potem wypowiedziała komentarz odnośnie do udostępniania plików w internecie: "Nie, nie używam internetu. To dlatego go nie lubimy."

## Lista utworów
- Single CD:

1. "The Light in Our Soul" – 2:56
2. "The Light in Our Soul" (Wersja grecko-angielska) – 2:56
3. "Katse Kala" – 4:23

## Pozycje na listach przebojów
| Lista (2005)              | Najlepsza pozycja |
| ------------------------- | ----------------- |
| Swedish Singles Chart     | 3                 |
| Romanian Top 100          | 17                |
| European Airplay Chart    | 36                |
| Latvian Airplay Chart     | 78                |
| Eurochart Hot 100 Singles | 140               |

## Wideoklip
W wideoklipie do "The Light in Our Soul" Paparizou jest widziana w dwóch, różnych ustawieniach. W pierwszym śpiewa, a w drugim spaceruje po rozświetlonym mieście. Wideoklip został nagrany w dwóch językach, pierwsza była wersja grecko-angielska, która była emitowana w Grecji i druga wersja, angielska, którą nadawano w Szwecji.